# 유지니
유지니(2003년 9월 15일 ~)는 미국 출신의 가수이다. 2021년에 결혼작사 이혼작곡 OST 《Dead Inside》로 데뷔했다.

## 방송
- K팝스타 6 더 라스트 찬스 (2016) - Top10
- 캡틴 (2020) - Top7(3위)
- 내일은 국민가수 (2021) - Top111

## 음반
- K팝 스타 시즌6 'When We Were Young' (2016)
- K팝 스타 시즌6 'I'm Not The Only One' (2016)
- K팝 스타 시즌6 TOP10 Part.2 (2017)
- 캡틴 (CAP-TEEN) TOP7 (2021)
- 결혼작사 이혼작곡 OST Part 3 (2021)
- 결혼작사 이혼작곡 OST (2021)